# Assemblea legislativa dei Territori del Nord-Ovest
L'Assemblea legislativa dei Territori del Nord-Ovest (in inglese: Legisaltive Assembly of North-West Territories, in francese: Assemblée législative des Territoires du Nord-Ouest) è l'organo legislativo del territorio canadese dei Territori del Nord-Ovest. Emana leggi nel territorio nell'ambito del governo centrale canadese.
Secondo le regole dell'Assemblea legislativa, i rappresentanti non rappresentano alcun partito politico, ma le decisioni vengono prese per consenso.